# Dídac Vilà
Dídac Vilà Rosselló, né le 9 juin 1989 à Mataró, Province de Barcelone située dans la région Catalogne en Espagne, est un footballeur espagnol évoluant au poste de latéral gauche.

## Biographie

### Club

#### AC Milan
Le 28 janvier 2011, le Milan acquiert à titre définitif Dídac Vilà,qui signe un contrat courant jusqu'au 30 juin 2015.

#### FC Valence
En manque de temps de jeux au Milan, il est à nouveau prêté le 27 juillet 2012 au FC Valence avec une option d'achat. Le montant du prêt est alors de 700 000€.
Alors qu'il devait rejoindre ses coéquipiers alors en stage en Indonésie, les médecins du club détectent une anomalie à son pubis. Résultat, les dirigeants du club décident de ne pas conserver le joueur.

#### Betis Séville
En juillet 2013, il est à nouveau prêté par le Milan AC à un autre club espagnol, le Betis Séville.
Après deux ans de prêt en Espagne il est de nouveau prêté, cette fois chez le promu basque d'Eibar en août 2014.

## Palmarès

### En club
- AC Milan
  - Champion d'Italie en 2011.

- AEK Athènes FC
  - Coupe de Grèce en 2016
  - Coupe de Grèce Finaliste : 2017

### Équipe nationale
- Espagne U-20
  - Jeux méditerranéens (1) :
    - Vainqueur  : 2009
- Espagne espoirs
  - Championnat d'Europe espoirs (1) :
    - Vainqueur : 2011